# Eschatologie des Témoins de Jéhovah
 (juillet 2012).
- Si vous ne connaissez pas le sujet, laissez ce bandeau (vous pouvez alors contacter les auteurs).
- Si vous supprimez le contenu mis en cause (vous pouvez préalablement contacter les auteurs),

argumentez précisément cette suppression dans la page de discussion
(un manque de référence n'est pas un argument ; une recherche réelle de référence doit avoir été effectuée, être formellement documentée).
L'eschatologie des Témoins de Jéhovah occupe une position centrale dans leurs croyances religieuses. Ils croient que des « derniers jours » annoncés par l'Apocalypse sont commencés, et que Jésus Christ est présent de façon invisible et a commencé à régner dans les cieux. Depuis les débuts du mouvement et l'époque où Étudiants de la Bible attendaient l'Armageddon pour 1914, ces croyances eschatologiques ont subi des évolutions qui vont bien au-delà d'un simple recalcul de sa date.

## Millénarisme

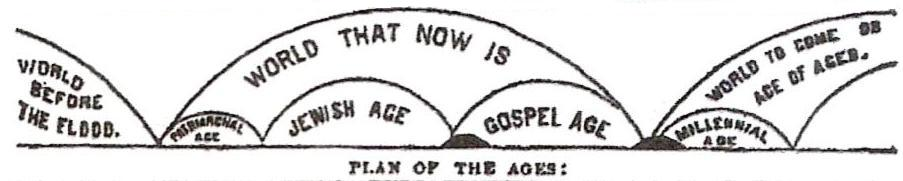
Les différents âges du monde - extrait d'une couverture du Herald Morning

Les Témoins de Jéhovah sont un mouvement millénariste, ils soutiennent l'idée d'un règne terrestre du Messie, après que celui-ci a chassé l'Antéchrist et préalablement au Jugement dernier. Ils croient que les derniers temps annoncés par les écrits bibliques sont commencés, et que Jésus-Christ est de nouveau présent.
Lors de l'Armageddon imminente, les humains opposés à Jéhovah seront détruits, puis le Christ règnera pour un « millénium » : mille ans au cours desquels il ramènera des conditions paradisiaques sur terre et élèvera à la perfection les survivants et les ressuscités qui se positionneront pour la souveraineté de Jéhovah. À la fin de ce millénium, Satan sera relâché pour tenter les humains après quoi tous les rebelles seront éliminés. Ceux qui demeureront en vie vivront pour toujours.

## Croyance actuelle
Il y a trois événements principaux dans l'eschatologie des Témoins de Jéhovah, qui reflètent ce qu'actuellement ils enseignent et croient.

### Présence de Jésus-Christ
Les Témoins de Jéhovah croient actuellement que le Christ est revenu invisiblement et a commencé à régner comme roi en octobre 1914. Ils croient que le mot grec parousia (habituellement traduit par « venue ») désigne plus exactement l'idée de « présence », et enseignent ainsi que l'avènement du Christ est en réalité une présence invisible. Ils basent leur croyance au sujet de la signification de 1914 sur leur interprétation de la chronologie biblique, et sur les événements qu'ils observent au niveau mondial depuis 1914 et qui sont censés constituer pour eux un « signe » visible par tous.
Leur interprétation de la chronologie biblique prend pour point de départ l'année 607 avant notre ère pour la date de la destruction de Jérusalem et le début de la captivité à Babylone qui est en désaccord avec la chronologie profane.
Les Témoins pensent que des versets bibliques tels que 2 Chroniques 36:19-23 et Jérémie 25:11 se rapportent à la période d'exil à Babylone d'une durée de 70 ans. Ils prennent cela au sens littéral et placent le commencement de l'exil en 607 avant notre ère. Le mouvement religieux, tout comme les données historiques profanes, conviennent que 537 avant notre ère a marqué la fin de l'exil babylonien. De ce fait, un exil de 70 ans se terminant en 537 avant notre ère placerait la destruction de Jérusalem en 607 avant notre ère.
Les Témoins de Jéhovah enseignent que le chapitre 4 du livre biblique de Daniel a prédit une période de 2 520 ans connus sous le nom de « temps des Gentils » ou « temps fixés des nations », une expression consignée dans l'Évangile selon Luc 21:24. Selon eux, cette période correspond à l'interruption de l'expression de la souveraineté de Dieu sur terre, de 607 avant notre ère à 1914 de notre ère.

### Signe de derniers jours
Les Témoins de Jéhovah enseignent que depuis 1914, l'humanité est entrée dans une période de troubles intenses, période connue sous le nom de « derniers jours » (Révélation 11:15-18). Les guerres, les maladies, les famines, les tremblements de terre, le manque d'amour, la dégénération progressive de la moralité dans le monde entier, et l'activité de prédication effectuée par les Témoins de Jéhovah sont censés être les signes majeurs de ces « derniers jours », selon Matthieu 24, Luc 21:7-13 et 2 Timothée 3:1-5. Très fréquemment, pour démontrer cette croyance, le mouvement religieux met en avant des événements dramatiques tels que l'explosion de la Première Guerre mondiale en août 1914, l'éruption de la grippe espagnole en mai 1918, l'intensité de la Seconde Guerre mondiale, et plus récemment, les attaques terroristes du 11 septembre 2001.

### Jugement de la religion et choix des véritables disciples
Les Témoins de Jéhovah pensent qu'en 1918 Jésus Christ a jugé toutes les religions du monde. Ils enseignent que, sur la période de 18 mois qu'a duré ce jugement, parmi tous les mouvements religieux, seul un groupe a trouvé l'approbation de Dieu : les Témoins de Jéhovah, alors appelés Étudiants de la Bible (avant 1931).

## Histoire de l'eschatologie
| Histoire de la doctrine escathologique des Témoins de Jéhovah |                            |                  |                    |                                |                                |                                            |
|                                                               | Début des 'derniers jours' | Retour du Christ | Christ devient Roi | Résurrection des membres oints | Jugement de la fausse religion | Grande tribulation                         |
| 1879-1920                                                     | 1799                       | 1874             | 1878               | 1878                           | 1878                           | 1914, 1915, 1918, 1920                     |
| 1920-1925                                                     | 1799                       | 1874             | 1878               | 1878                           | 1878                           | 1925                                       |
| 1925-1927                                                     | 1799                       | 1874             | 1914               | 1878                           | 1878                           | dans la génération de 1914                 |
| 1927-1930                                                     | 1799                       | 1874             | 1914               | 1918                           | 1878                           | dans la génération de 1914                 |
| 1930-1933                                                     | 1799                       | 1874             | 1914               | 1918                           | 1919                           | dans la génération de 1914                 |
| 1933-1966                                                     | 1914                       | 1914             | 1914               | 1918                           | 1919                           | dans la génération de 1914                 |
| 1966-1975                                                     | 1914                       | 1914             | 1914               | 1918                           | 1919                           | 1975?                                      |
| 1975-1995                                                     | 1914                       | 1914             | 1914               | 1918                           | 1919                           | dans la génération de 1914                 |
| depuis 1995                                                   | 1914                       | 1914             | 1914               | 1918                           | 1919                           | très proche, génération de 1914 abandonnée |

Dans toute son histoire, l'eschatologie des Témoins de Jéhovah a subi divers changements, donnant de l'importance à des dates telles que 1874, 1914, 1918, et 1925. Alors que leurs publications enseignaient ces dates, elles ont assuré leurs lecteurs que les interprétations étaient basées sur la Bible et donc étaient fiables. Cependant, elles ont également admis franchement que leurs interprétations ont parfois été erronées, et qu'il n'y avait aucune prétention à l'infaillibilité en ce qui concerne leurs interprétations, et elles n'ont jamais prétendu avoir énoncé des prophéties,. Plus récemment le magazine La Tour de garde a indiqué : « Les frères qui préparent les publications ne sont pas infaillibles. Leurs écrits ne sont pas inspirés comme l'étaient ceux de Paul et des autres écrivains bibliques (II Tim. 3:16). C'est pourquoi il a été nécessaire, à diverses reprises, parce que la compréhension devenait meilleure, de corriger certains points de vue (Prov. 4:18) ». Ainsi, leur eschatologie ainsi que la chronologie l'accompagnant ont été modifiées.
Actuellement, ils enseignent que les événements modernes correspondent aux prophéties de la Bible ; cependant, ils ne prévoient pas une année spécifique pour Har-Maguédôn (1 Thessaloniciens 5:1-5 ; Matthieu 24:36, 42). Néanmoins, les Témoins se fondent toujours sur leur compréhension de la chronologie biblique pour établir la signification de l'année 1914.

### «Le Temps est proche»: 1874-1918

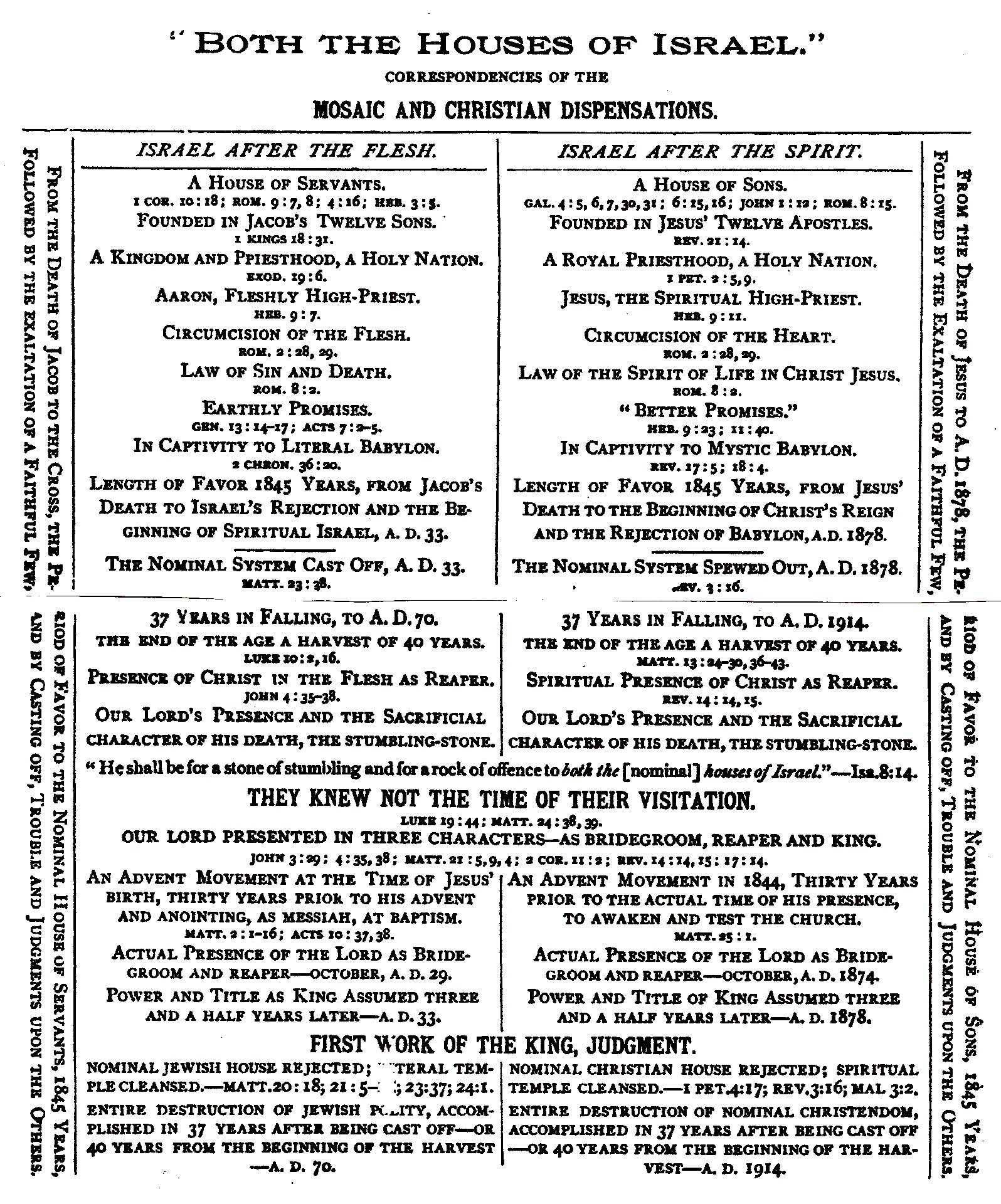
En 1889, Charles Taze Russell a publié son interprétation de l'eschatologie et de la chronologie, dans The Time is at Hand, pp. 246-247

Les seconds Adventistes affiliés avec Nelson Barbour ont attendu un retour visible et dramatique du Christ en 1873, et ensuite en 1874. Ils étaient d'accord avec d'autres groupes d'Adventistes sur le fait que les « temps de la fin » (également appelée les « derniers jours ») avait commencé en 1799. Peu après la déception de 1874, le groupe de Nelson Barbour a décidé que le Christ était revenu en 1874, mais de façon invisible. Charles Taze Russell est entré en contact avec Barbour en 1876 et ils ont publié conjointement le livre The Three Worlds (Les trois mondes) lequel annonçait le retour du Christ en 1874 et la résurrection des saints en 1875, et ont prévu des événements pour 1878 et 1914. L'année 1874 a été considérée comme la fin de 6 000 ans de l'histoire humaine et le commencement du jugement par le Christ.
La base de l'eschatologie de Barbour a été maintenue par Russell après qu'ils se sont séparés, mais avec quelques remaniements. Russell a enseigné que Jésus était invisiblement présent ici sur terre mais avait été fait roi en 1878. L'Église a été rejetée par Dieu en 1878  (considérée comme étant « Babylone la grande » selon lui dans la Bible). Russell a également enseigné qu'en 1878 le Christ a ressuscité tous ceux qui étaient « morts en Christ » en tant qu'esprits pour être avec lui sur la terre en attendant une future glorification au ciel (pour ce qui est des membres restants des 144 000 qui mourraient après 1878, le Christ les ressusciterait comme esprits et ceux-ci rejoindraient ceux qui étaient déjà ressuscités). Ainsi, ensemble avec le Christ sur terre, il a été dit que ces êtres ressuscités esprits invisibles ont été occupés à diriger un travail de moisson (de 1874 à 1914), rassemblant le reste de ceux avec l'espérance terrestre.
Le point culminant d'Har-Maguédôn se produirait en 1914 précédé par le rassemblement de tous saints ressuscités aux cieux. Russell a énuméré 7 attentes pour 1914 dans The Time is at Hand : « Dans ce chapitre nous présenterons le témoignage de la Bible montrant que la pleine fin des temps du Gentils, c'est-à-dire, la pleine fin de leur bail de domination, sera atteinte en 1914 ; et cette date sera la limite la plus lointaine de la règle des hommes imparfaits...
« Premièrement, c'est à cette date que le Royaume de Dieu, pour lequel notre Seigneur nous a appris à prier, disant, « que ton Royaume vienne », obtiendra le plein et universel contrôle, et alors il sera fermement établi sur la terre, sur les ruines des institutions actuelles.
« Deuxièmement, il prouvera qu'il a le droit ainsi de prendre la domination et sera alors présent comme étant la nouvelle autorité de la terre...
« Troisièmement, il prouvera que, quelque temps avant que la fin de 1914, le dernier membre de l'Église divinement identifiée du Christ, « le sacerdoce royal », « le corps du Christ », sera glorifié avec la Tête...
« Quatrièmement, il prouvera qu'à ce moment Jérusalem ne sera plus foulé par les Gentils…
« Cinquièmement, il prouvera qu'à cette date, ou plus tôt, la cécité d'Israel commencera à être chassée...
« Sixièmement, il prouvera que la grande « période de tribulations tel qu'il n'en est jamais survenu depuis qu'il existe une nation », atteindra son point culminant dans un règne mondial d'anarchie...
« Septièmement,il prouvera qu'avant cette date [le gras est dans l'original] le Royaume de Dieu, organisé dans la puissance, sera sur terre puis frappera et écrasera l'image Gentile (Dan. 2:34), et consommera entièrement la puissance de ces rois ».
Au début, les espérances pour 1914 ont été étirées jusqu'à la fin de 1915. Quelques mois avant sa mort en octobre 1916, Russell a écrit : « Nous croyons que les dates se sont avérées tout à fait exactes. Nous croyons que les temps des Gentils ont pris fin… le Seigneur n'a pas dit que l'église serait glorifié d'ici 1914. Nous l'avons simplement déduit, et, évidemment, nous nous sommes trompés ». Dans La Tour de garde du 1er septembre 1916, Russell a jugé que la guerre en Europe était le commencement d'Har-Maguédôn : « Nos yeux de compréhension devraient discerner clairement que la Bataille du Grand Jour de Dieu Tout-Puissant est maintenant en marche ». N'étant plus prêt à spéculer quant à la fin du « travail de moisson » (le rassemblement du reste des 144 000), il a estimé que la destruction de l'Église a commencé en avril 1918.
Dans le même esprit, le livre Le Mystère accompli, publié en 1917, a souligné des événements pour 1918. La destruction des Églises de la chrétienté a été prévue pour 1918 : « En outre, en 1918, quand Dieu détruira les Églises en gros et les membres des Églises par millions, il en sera que n'importe quelle fuite viendra des travaux du pasteur Russell pour apprendre la signification de la chute du 'christianisme'. « Les gens qui constituent la force de la chrétienté seront supprimés mais une période terriblement mouvementée commencera en 1918. Une troisième partie « sera brûlée par le feu au milieu de la ville ». Le feu symbolise la destruction... Après 1918, les personnes soutenant la chrétienté cesseront d'être ses défenseurs, seront détruits en tant qu'adhérents, par la peste spirituelle des erreurs, et par la famine de la Parole de Dieu en leur sein ». On a également proposé le printemps 1918 pour la glorification de l'Eglise : « Notre proposition est que la glorification du petit troupeau au printemps en 1918 sera à mi-chemin (trois ans et demi chacun) entre la fin des temps des Gentils et la fin de l'espérance céleste, en 1921 ». La page 177 suggère que le jour même de cet « délivrance » aura lieu le jour de Pâques de 1918. Le Mystère accompli a également prévu la destruction des gouvernements pour 1920 : « Et les montagnes n'ont pas été trouvées. Même les républiques disparaîtront à l'automne 1920. Et les montagnes n'ont pas été trouvées. Chaque gouvernement terrestre mourra, englouti dans l'anarchie ».

### «Des millions de personnes actuellement vivantes ne mourront jamais!» 1918-1925
Lorsque 1920 est arrivée, les prévisions concernant cette année-là ont été abandonnées en faveur d'une nouvelle chronologie. En 1918-1919, Joseph Franklin Rutherford, le deuxième président de la Société Watchtower, a commencé une série mondiale de conférences intitulées « Des millions de personnes actuellement vivantes ne mourront jamais ! » Son message contenait une réinterprétation importante concernant l'année 1914 (maintenant considérée comme le commencement de la « grande tribulation ») et de nouvelles prévisions pour l'année 1925, notamment la résurrection des patriarches bibliques Abraham, Issac et Jacob et d'autres personnages de l'Ancien Testament (désignés sous le nom des « princes ») et le début d'un monde nouveau où la mort cesserait et les personnes décédées seraient ressuscitées dans un paradis terrestre.
Un petit livre basé sur la conférence a donné lieu à une large distribution : 3,3 millions d'exemplaires en ont été distribués la première année de sa parution, et ce en 31 langues. Sous le sous-titre "Earthly rulers", il était dit que le « grand cycle du jubilé doit commencer en 1925. À ce moment-là, la phase terrestre du Royaume sera identifiée. L'apôtre Paul dans le onzième chapitre d'Hébreux cite une longue liste d'hommes fidèles qui sont morts avant la crucifixion du Seigneur et avant le commencement du choix de l'Église. Ceux-ci ne pourront jamais faire partie de la classe céleste ; ils n'ont pas l'espérance céleste ; mais Dieu a en réserve quelque chose de bon pour eux. Ils doivent être ressuscités en tant qu'hommes parfaits et constituent les princes ou les gouverneurs sur la terre, selon sa promesse (Psaume 45:16 ; Isaïe 32:1 ; Matthieu 8:11). Par conséquent, nous pouvons compter avec confiance que 1925 marquera le retour d'Abraham, d'Isaac, de Jacob et des prophètes fidèles du passé, en particulier ceux appelés par l'apôtre en Hébreux 11, à l'état de la perfection humaine ».
Un nouvel ordre de choses commencerait par le retour de ces « princes ». Ceci signifierait que les millions de personnes vivantes à ce moment-là pourraient vivre pour toujours : « 1925 marquera la résurrection des fidèles du passé et le commencement de la reconstruction, il est raisonnable de conclure que les millions de personnes maintenant sur la terre seront toujours sur la terre en 1925. Puis, en se basant sur les promesses déterminées dans la Parole divine, nous devons tirer la conclusion positive et indiscutable que des millions de personnes actuellement vivantes ne mourront jamais ». Le livre Les Témoins de Jéhovah - Prédicateurs du Royaume de Dieu explique que les Témoins de Jéhovah de l'époque « avaient compris que des personnes alors en vie, l’humanité en général, pouvaient survivre et connaître le temps du rétablissement, puis être instruites des conditions requises par Jéhovah pour vivre. Si elles obéissaient, elles atteindraient peu à peu la perfection humaine. Si elles se rebellaient, elles seraient finalement détruites pour toujours ». Un journal parlant de la conférence sur des millions de personnes qui ne mourront jamais a rapporté les réclamations suivantes à propos de celle-ci : « On le prouvera d'une manière concluante… que des milliers de personnes actuellement vivantes à Marion et à proximité ne mourront jamais ».
La chronologie pour 1925 a été considérée comme plus forte que la chronologie pour 1914 et a été soulignée fortement dans le livre pour enfants Le chemin du paradis. En 1921, le livre La Harpe de Dieu prédisait que les millions de personnes vivantes ne mourront jamais et qu'il était prévu que les victimes « mutilées et défigurées » de la Première Guerre mondiale seraient parmi les premières « pour recevoir des bénédictions de restauration ».
Tandis qu'elle clamait que 1925 faisait partie des dates ayant l'approbation de Dieu, La Tour de garde faisait attention à dire que « tout ce que certains comptent voir en 1925 peut ne pas arriver cette année » et que cela pourrait être « des moyens de test et de passage au crible ». La déception concernant 1925 est expliquée dans le livre d'histoire de l'Église Prédicateurs, comme un temps de « criblage » et reconnaît qu'« après 1925, l’assistance aux réunions a terriblement baissé dans certaines congrégations de France et de Suisse ».
L'impact de la déception a pu être perçu dans les statistiques de cette période. Avant 1925, les chiffres relatifs au Mémorial annuel ont fortement augmenté. En 1919, 17 961 personnes y ont assisté. En 1922, l'assistance avait grimpé à 32 661 personnes, en 1923 ce nombre était à 42 000 et en 1924 à 62 696. Un summum de 90 434 personne a été atteint en 1925. La première diminution a été enregistrée en 1926 (89 278). Cependant, en 1928, ce chiffre s'était effondré à 17 380. Jusqu'en 1931, il a été dit que 1925 était une année « fixée dans les Écritures ». En 1936, l'idée que des millions de personnes survivraient à Har-Maguédôn et devraient être instruites dans le monde nouveau a été rejetée.

### «Armageddon juste devant nous» 1925-1966
De 1925 à 1933, la Société Watchtower a radicalement changé sa croyance après l'échec de ses espérances eschatologiques. En 1925, La Tour de garde a expliqué un changement important, à savoir que le Christ avait été couronné comme roi dans le ciel en l'année 1914 au lieu de 1878. L'année 1874 a été maintenue comme la période du retour invisible du Christ jusqu'au début des années 1930. Mais, l'arrivée du Christ en second lieu a été à présent expliquée non pas comme un retour sur la terre, mais par le fait qu'il a « tourné son attention » à la terre, tout en restant aux cieux. D'ici 1933, on a clairement enseigné que le Christ était revenu invisiblement en 1914 et que les 'derniers jours' avaient également commencé à cette date. En 1927, une Tour de Garde avait transféré la date de résurrection des oints de 1878 à 1918. Cependant, on a désormais enseigné que ceux-ci ont été élevés comme créatures spirituelle à la vie céleste pour être aux côtés du Christ. Le jugement sur Babylone la Grande a été déplacé de 1878 à 1919 avec la publication du livre Lumière en 1930. Il s'agit des enseignements actuels des Témoins de Jéhovah concernant 1914, 1918 et 1919. En revanche, ceux-ci ne considèrent plus que les dates de 1799, 1874 et 1878 aient une quelconque signification eschatologique. L'idée que la « grande tribulation » avait commencé en 1914 et « a été coupée court » en 1918 pour reprendre à Har-Maguédôn a été abandonnée en 1969.
En 1930, Joseph Rutherford, le deuxième président de la Société Watchtower, s'est installé dans « un manoir espagnol » en Californie qu'il a appelée "Beth Sarim", ce qui signifie « Maison des princes ». Cette demeure a été édifiée pour les « princes » bibliques antiques, car le mouvement religieux s'attendait à ce que ceux-ci soient ressuscités immédiatement avant Har-Maguédôn. Rutherford a passé les mois d'hiver dans cette villa et y est décédé en janvier 1942. En 1948, la propriété a été vendue. En 1950, la croyance selon laquelle ces princes de l'Ancien Testament seraient ressuscités avant Har-Maguédôn a été abandonnée.
Dans le milieu des années 1930 et le début des années 1940, l'accent a été mis sur la venue imminente d'Har-Maguédôn, prévu pour dans quelques mois. « La guerre universelle est absolument sûre de venir bientôt, et aucune puissance ne peut l'arrêter... pendant les quelques mois restants jusqu'à la rupture de ce cataclysme universel ». Après la manifestation de la Seconde Guerre mondiale, des expressions semblables ont été employées dans une Tour de Garde de 1941 qui décrivait l'utilisation d'une nouvelle publication : « ... pour le travail le plus efficace durant les mois restants avant Har-Maguédôn ». Ceci a été souligné l'année suivante : « Maintenant, Har-Maguédôn est juste devant nous, c'est une question de la vie ou de destruction ».
Le célibat et la non-procréation ont été encouragées pour les nouveaux convertis (appelés « les Jonadabs » ou la « grande multitude ») parce qu'alors l'Église était selon elle « juste avant Har-Maguédôn ». Par exemple, les jeunes Témoins ont été conseillés ainsi : « Il est meilleur et plus sage pour ceux des « autres brebis » du Seigneur qui ont l'espoir de survivre à Har-Maguédôn et à qui a été donné le mandat divin de remplir la terre d'une juste descendance de reporter ces questions jusqu'après la tribulation et que la destruction à Har-Maguédôn soit passée ». Ce point de vue est resté en vigueur jusque dans les années 1950.

### «Attendant avec intérêt 1975» 1966-1975
Pendant les années 1960 et le début des années 1970, beaucoup de fidèles ont été stimulés par des articles dans leur littérature et encouragés par des orateurs à leurs assemblées à croire que le règne millénaire du Christ suivant Har-Maguédôn pourrait commencer en 1975. Des déclarations catégoriques n'ont jamais été faites dans les publications, mais de fortes allusions pour 1975 sont apparues, souvent accompagné de remarques d'avertissement. La Tour de garde a expliqué dans un article  « Pourquoi attendez-vous avec intérêt 1975 ? » :  « Pouvons-nous supposer à partir de cette étude que la bataille d'Har-Maguédôn aura lieu partout à l'automne 1975, et que le règne de mille ans du Christ commencera d'ici là ? Probablement, mais nous attendons de voir si la septième période de mille ans de l'existence de l'homme coïncidera avec le règne de mille ans sabbatique du Christ. Si ces deux périodes sont parallèles les uns avec les autres quant à l'année civile, ce ne sera pas par la chance seule ou par accident mais ce sera selon les desseins affectueux et opportuns de Jéhovah ». Des allusions très fortes concernant 1975 ont également été faites dans plusieurs conférences publiques. Certains ont tout particulièrement attiré l'attention sur cette date ; par exemple, le vice-président de la Société, Frederick William Franz, a indiqué au début de l'année 1975 que le crépuscule du 5 septembre 1975 marquerait la fin de la période de 6 000 ans et a déclaré que toutes les prophéties « pourrait se produire » d'ici là, tout en admettant que cela semblait improbable. Divers articles de journaux ont relevé cette accentuation de 1975. Un article de 1969 du Time a déclaré : « Les Témoins ont ce qu'ils croient être la preuve scripturale que la fin vient. Pour une chose, leur interprétation de la chronologie biblique indique qu'Adam et Ève ont été créés en automne 4026 avant notre ère, ou il y a 5 994 ans. Reliant les 6 000 ans aux six jours de la création de Dieu, ils croient que cela correspond à un sabbat de repos par la suite, commençant en 1975, bien que les Témoins évitent avec précaution une fausse prévision liée à cette année ».
Les fidèles Témoins de Jéhovah ont été toujours encouragés à augmenter leur activité dans la prédication, et à éviter de se fixer des buts ou des carrières séculaires dans la vie, mais tout particulièrement avant 1975. Quelques membres de l'Église ont abandonné leurs professions bien rémunérés, université, bourses, et certains ont vendu leurs maisons parce qu'ils ont jugé que la fin était extrêmement proche. Un Ministère du Royaume de 1974 a présenté ses observations sur cette tendance : « Des rapports déclarent que des frères vendent leurs maisons et propriété et projettent de finir le reste de leurs jours dans ce vieux système dans le service pionnier. Certainement, c'est une manière subtile de passer le peu de temps restant avant la fin du monde mauvais. - 1 Jean 2:17 »,. Les statistiques des baptêmes comparées avec les chiffres de ceux rapportant une activité de prédication pour la période 1976-1980 ont prouvé que beaucoup sont devenus inactifs pendant cette période.
En 1979, dans un discours intitulé "En choisissant le meilleur mode de vie", la Société Watchtower a reconnu la responsabilité d'une partie de la déception entourant 1975. En 1980, dans un article basé sur ce discours, le rapport suivant est apparu : « À l’époque, et plus tard, des déclarations insistèrent bien sur le fait que ce n’était là qu’une possibilité. Malheureusement, à côté de ces explications qui incitaient à la prudence, d’autres déclarations laissaient entendre que la réalisation de notre espérance cette année-là était non seulement possible, mais probable. Il est regrettable que ces dernières déclarations aient, selon toute apparence, fait oublier celles qui incitaient à la prudence et aient ainsi contribué à entretenir chez certains des espérances déjà nées dans leur esprit.» .
La Société Watchtower a enseigné qu'une « génération » peut être un terme littéral couvrant une période d'environ 70 à 80 ans. Elle a également compris que le terme « génération » peut signifier « une classe des personnes... caractérisée par certaines qualités ou conditions », bien que cette définition n'ait pas été employée pour s'appliquer aux paroles de Jésus. Le corps dirigeant des Témoins de Jéhovah, le Collège central, a enseigné que « le jugement divin doit être exécuté avant que la génération de 1914 ne s'éteigne » et « nous constatons aussi que la génération de 1914 est bien avancée dans l’automne de sa vie, et nous comprenons dès lors qu’il reste peu de temps pour que cette prophétie s’accomplisse. Toutefois, en raison de la promesse de Jésus, nous sommes également convaincus que "cette génération ne passera pas que toutes ces choses n’arrivent". — Révélation 17:11; Marc 13:30 ».
Alors que le nombre des membres de la génération de 1914 diminuait, le Collège central a employé cet argument pendant de nombreuses décennies comme faisant partie des signes que la fin était « très proche et imminente ». L'ex-membre du Collège central Raymond Franz a décrit en privé comment ce corps dirigeant a proposé des interprétations alternatives. Une suggestion a été faite par Albert D. Schroeder, Karl F. Klein et Grant Suiter : ils ont proposé de déplacer le commencement de la « génération » à l'année 1957 afin de coïncider avec l'année où Spoutnik a été lancé. La proposition, cependant, n'a pas été ratifiée par le reste du Collège central. La doctrine de la génération de 1914 a été finalement rejetée quand le plus jeune des membres du corps dirigeant a atteint 80 ans. En effet, en 1995, une nouvelle interprétation de « cette génération » a alors paru dans le magazine La Tour de garde : plutôt qu'une durée de vie littérale de 70-80 ans comme précédemment enseignée, la nouvelle compréhension du terme « génération » prononcé par Jésus a été changée en « classe des personnes (...) caractérisée par certaines qualités ou conditions », et non par une durée de temps spécifique. Cette classe des personnes est décrite comme étant « les peuples de la terre qui voient le signe de la présence du Christ mais ne redressent pas leurs voies ». Toutefois, les Témoins de Jéhovah croient toujours qu'Har-Maguédôn est imminent. Une de leurs publications déclare : « Cette explication plus précise de l’expression “cette génération” signifie-t-elle qu’Harmaguédon est plus éloigné que nous ne le pensions? Absolument pas ! ».
La Société Watchtower a également changé les propos indiquant le but du périodique Réveillez‑vous ! : la mention de la génération de 1914 a disparu ; il est simplement précisé désormais que le nouveau système de choses est proche.
Les Témoins de Jéhovah continuent à décourager la poursuite d'études supérieures ou/et universitaire afin de promouvoir les intérêts de l'organisation. De ce fait, les jeunes Témoins ont été incités à se consacrer le plus possible au service de pionnier permanent. Cette politique a été modérée en 1992, mais un article paru dans leur littérature en 2005 a encore découragé l'éducation supérieure.
Certains critiques du mouvement affirment que la Société Watchtower a suggéré dans l'une de ses publications qu'Har‑Maguédôn surviendrait d'ici 2034. Dans l'article en question, la Watchtower se base sur le verset de la Genèse (Ge 6:3)  où, d'après elle, Dieu a fait venir le déluge sur la terre 120 ans après avoir décrété la venue de celui-ci. Elle fait le parallèle avec l'époque actuelle, et affirme : « Voilà près de 90 ans, depuis 1914, que nous vivons les derniers jours de ce système de choses », laissant donc entendre sans être affirmative que 2034 (1914 + 120) serait la date limite de l'intervention de Dieu. Cette conception est critiquée par des opposants religieux, qui estiment que la Société Watchtower fait une mauvaise application du verset qui lui sert de base, affirmant que ce verset fait référence, non pas au temps restant avant le déluge, mais à la durée de la vie humaine.

## Calcul des dates clefs

### Grande pyramide de Gizeh

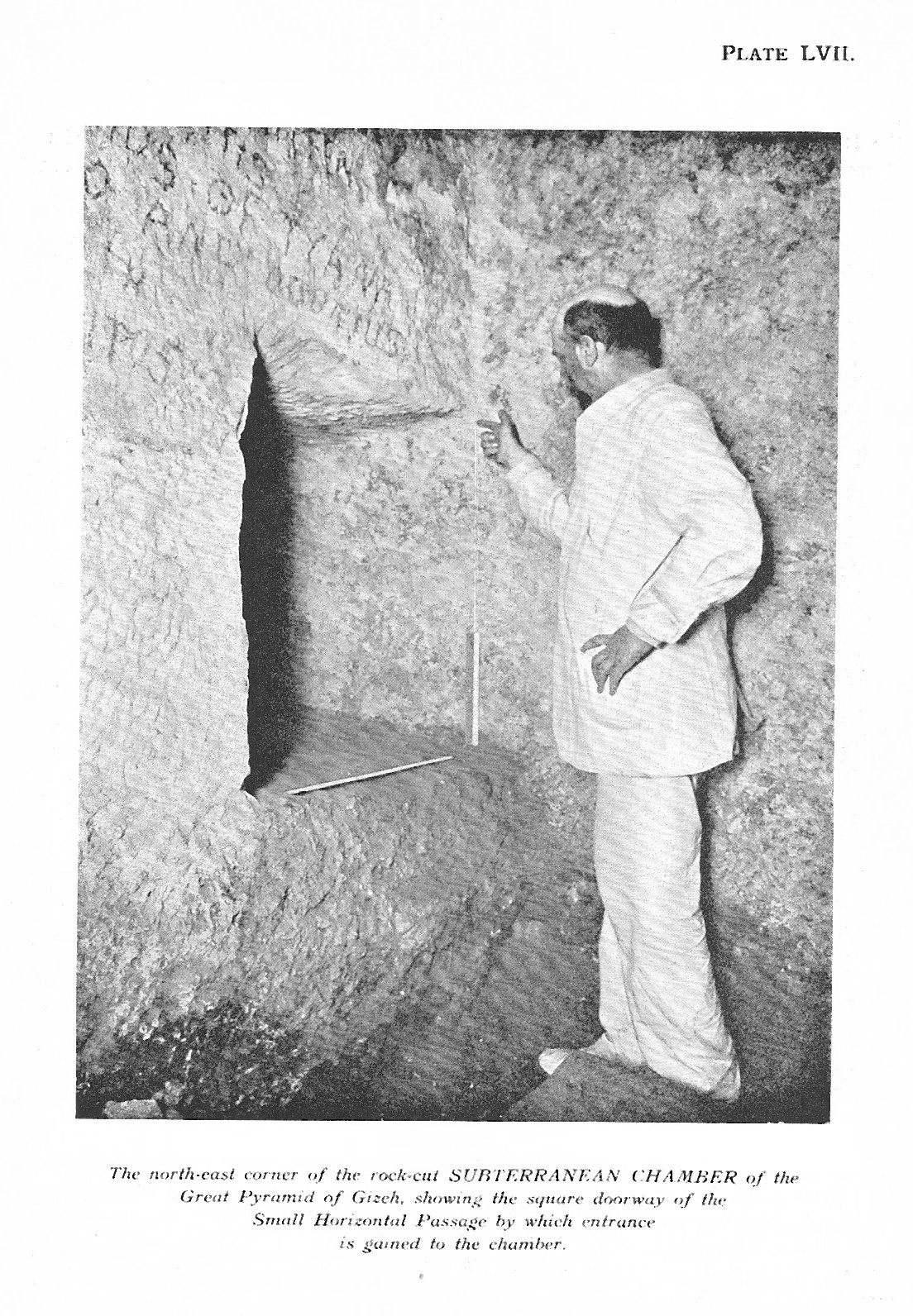
John Edgar prenant des mesures dans la Grande Pyramide d'Égypte en 1909

Influencés par les théories sur la pyramidologie de John Taylor et Charles Piazzi Smyth, Nelson Barbour et Charles Taze Russell ont tous deux enseigné que la Grande Pyramide de Gizeh contenait des mesures prophétiques, lesquelles ont abouti à la découverte de dates telles que 1874 et 1914. Russell se fondait sur des passages bibliques tels qu'Isaïe 19:19,20 pour justifier cette interprétation, et a ainsi considéré les diverses sections du monument comme étant des symboles de la chute de l'homme, de la constitution de la loi mosaïque, de la mort du Christ, et de la résurrection des oints aux cieux.
Russell a considéré cette Grande Pyramide comme le Témoin en pierre et le Prophète de Dieu. Smyth a d'ailleurs réexaminé le manuscrit de Russell sur la Grande Pyramide avant sa publication, et Russell a attribué à Smyth ainsi qu'à l'auteur écossais Robert Menzies le point de vue selon lequel la Grande Pyramide était un 'Témoin' de Jéhovah, et que celle-ci est aussi importante pour comprendre la vérité biblique que la science naturelle,. Des dates prophétiques dérivées des mesures intérieures de ce monument ont été perçues comme étant complémentaires aux interprétations bibliques. En 1914, Russell a parlé de la Grande Pyramide dans le Photo-drame de la Création, suggérant que celle-ci ait pu être construite par le roi-prêtre Melchisédech, mentionné dans l'Ancien Testament, et identifiant les habitants de Salem aux Hyksôs. Suivant les souhaits de Russell, une reproduction d'une pyramide de sept pieds de hauteur a été érigée à son cimetière à Pittsburgh, en Pennsylvanie,.
Les interprétations de Russell par rapport à la Grande Pyramide ont été soutenues par les auteurs John et Morton Edgar qui étaient des membres prééminents de son mouvement,. L'année 1874 a été trouvée par une mesure de 3416 pouces de pyramide, puis la mesure a été mise à jour en 1910 à 3457 pouces,. Les Edgar ont attribué les précédentes mesures et dates à des erreurs faites par Smyth.
Au début des années 1920, les prédictions trouvées grâce à la Pyramide pour 1914 ont été réinterprétées pour signifier que le « vieil ordre [de choses] mauvais a commencé à mourir en 1914 »,. Un article contenu dans le magazine L'Âge d'or s'est rapportée à la Grande Pyramide comme étant la « Bible scientifique », et ajouté que les mesures sur la Grande Galerie à l'intérieur de la Pyramide ont confirmé les dates de 1874, 1914 et 1925.
L'idée que cette Grande Pyramide ait contenu un modèle prophétique de la chronologie biblique a été maintenue jusqu'en 1928. Cette année-là, il a été dit dans La Tour de garde que ce monument a été construit « sous la direction de Satan le Diable ».

### Destruction de Jérusalem
Selon les Témoins de Jéhovah, la date de 1914 est reliée à la destruction de Jérusalem par les Babyloniens en 607 avant notre ère. Personne d'autre que les Témoins ne soutient cette date pour cet événement qui est ordinairement situé en 587 avant notre ère/586 avant notre ère, soit vingt ans plus tard.
Alors que les Témoins de Jéhovah croient que la période de 70 ans mentionnée dans les livres de Jérémie et de Daniel fait référence à l'exil juif, la plupart des exégètes bibliques préfèrent considérer ces 70 ans comme étant symboliques, voulant ainsi à leur sens harmoniser le contexte biblique avec la chronologie profane. Cette dernière se fonde sur les archives des affaires babyloniennes de cette époque. La chronologie traditionnelle estime la durée de l'exil à cinquante années, aboutissant à la date de 587/586 avant notre ère pour la destruction de Jérusalem.
Dans l'ouvrage The Gentile Times Reconsidered : Chronology & Christ's Return, Carl O. Jonsson, lui-même ex-Témoin de Jéhovah, présente 18 points soutenant le point de vue traditionnel sur la chronologie néo-Babylonienne. Il accuse la Société Watchtower de citer de façon inexacte des sources afin de soutenir sa propre chronologie.

### Temps des Gentils de 2 520 ans
Nelson Barbour et Charles Taze Russell ont proposé qu'une période prophétique de « sept temps » équivalent à 2 520 ans qui s'étendent de 606 avant notre ère à 1914 de notre ère. Plus tard, la date de départ a été déplacée d'une année plus tôt, tandis que l'année 0, autrefois comptée dans le calcul, a été supprimée, ce qui permet malgré tout d'aboutir à 1914. Avant Russell, d'autres individus (dont William Miller) avaient également proposé l'idée d'une période de 2 520 ans, en se basant sur une interprétation secondaire des « sept temps » mentionnée dans le rêve de l'arbre de Nebuchadnezzar en Daniel 4.
L'argumentation en faveur d'une interprétation de 2 520 ans est expliqué dans des ouvrages de la Société Watchtower, comme les livres Étude perspicace des Écritures et Comment raisonner à partir des Écritures. Les « sept temps » sont interprétés comme étant sept années de 360 jours chacune, ce qui fait un total de 2 520 jours. Ces 2 520 jours se transforment en 2 520 années en utilisant le principe d'un jour  pour une année (en se basant sur les passages de Nombres 14:34 et Ézechiel 4:6). Une deuxième interprétation est donnée à l'arbre qui est coupé en vision en Daniel 4, en plus de la folie de sept ans de Nebuchadnezzar. Le commentateur biblique John Peter Lange a rejeté « le principe d'un jour pour une année ».

## Conséquences
L'annonce d'Har-Maguédôn pour certaines dates ou annoncé invariablement comme imminent depuis la création du mouvement a pu engendrer des conséquences douloureuses pour les fidèles, mais encouragées par l'organisation des témoins. La notion d'urgence est constamment présente dans le discours de l'organisation, et régulièrement, chaque Témoin de Jéhovah est vivement encouragé à « ne pas repousser mentalement la venue du jour de Jéhovah » et à voir pour lui-même à quel point il s'implique dans l'œuvre de prédication.